# モンロー (ミシガン州)
モンロー（Monroe）は、アメリカ合衆国ミシガン州の都市。モンロー郡の郡庁所在地である。人口は2万0462人（2020年）。デトロイトの南60キロメートル、エリー湖の西岸に位置している。市名はジェームズ・モンロー大統領に由来している。

## 歴史
1813年、米英戦争の有名な戦闘「フレンチタウンの戦い」が、行われた所である。村は荒廃したが、すぐに復興し法人化した。1837年のミシガン州発足と同時に市に昇格した。カスター将軍が少年期を過ごした
土地であり、郷土の英雄として最初に名前が上がる。

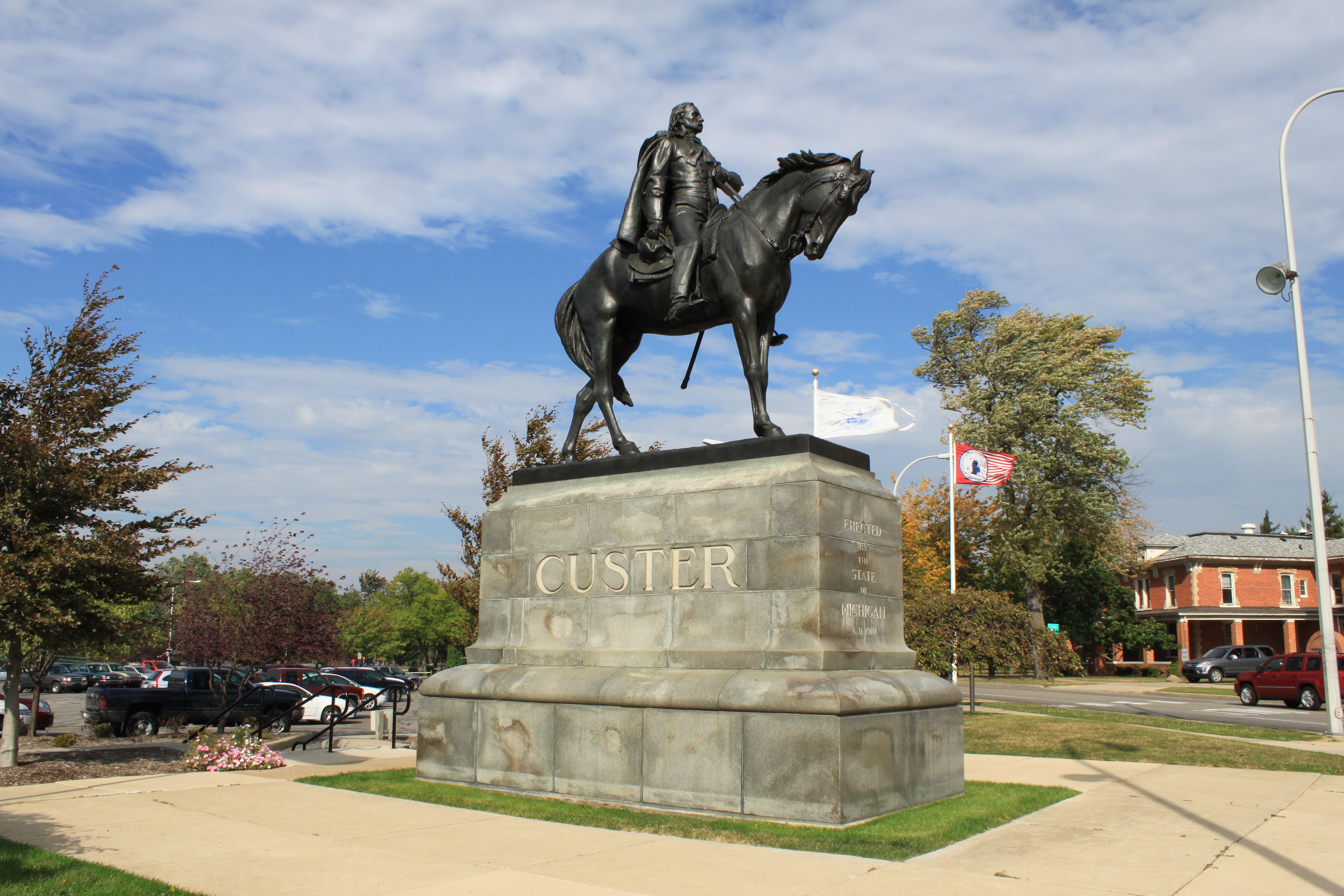
カスター将軍像

## 姉妹都市
山口県防府市の姉妹都市である。